# Bassignana
Bassignana é uma comuna italiana da região do Piemonte, província de Alexandria, com cerca de 1 737 habitantes. Estende-se por uma área de 28 km², tendo uma densidade populacional de 62 hab/km². Faz fronteira com Alluvioni Cambiò, Frascarolo (PV), Gambarana (PV), Isola Sant'Antonio, Montecastello, Pecetto di Valenza, Rivarone, Suardi (PV), Valenza.

## Demografia
| Variação demográfica do município entre 1861 e 2011                               |
|                                                                                   |
| Fonte: Istituto Nazionale di Statistica (ISTAT) - Elaboração gráfica da Wikipedia |